# Leptogorgia ramulus
Leptogorgia ramulus är en korallart som först beskrevs av Achille Valenciennes 1855.  Leptogorgia ramulus ingår i släktet Leptogorgia och familjen Gorgoniidae. Inga underarter finns listade i Catalogue of Life.